# 颱風溫黛 (1956年)
颱風萬達（英語：Typhoon Wanda，國际编号：5606，中国大陆编号：5612）是1956年太平洋颱風季中的一個熱帶氣旋。中国大陆部分地区根据其登陆日期或地点称1956年八一风灾或象山台风，是1942年之后侵袭中国大陆第四强台风，也是1956年以来登陆浙江的首个超级台风。台风在中国大陆造成的死亡人数超过5700人，两万人受伤，经济损失无法统计。

## 發展過程
除特別註明外，此章節的時間均以協調世界時（UTC）為準。
1956年7月25日，热带低气压在北纬14.9度，东经146.1度的马里亚纳群岛附近形成，27日开始向东移动，并升级成为台风。7月28日，美军气象侦察机探测到100节的风速并将其命名为温黛（WANDA）。同时，受东经110度附近西风槽上下游效应造成副热带高压加强北抬影响，温黛开始向西北偏西移动，同日18:00监测到的结果证明，温黛风速达到120节，成为四级台风，十级风圈半径335公里，八级风圈半径550公里，环流直径达到2000公里。7月29日12:00监测结果表明，温黛风速达到145节，成为当年第二个五级台风。1956年7月30日，中国中央气象台发布强台风消息，在此之前，浙江省气象台已经发布强台风警报。8月1日，台风中心穿过琉球进入东海，仍然保持着140节的风速。当天上午，风圈开始触及浙江沿海，之後溫黛不斷深入內陸。在温黛进入安徽省境内后，于1956年8月2日12:00前后减弱为热带风暴，此后进入河南省，于8月3日12:00前后在河南与陕西交界处减弱为热带低气压。

## 影響

### 臺灣
萬達对台湾的影响从1956年7月31日到8月2日。台湾全境都受到不同程度的影响，尤以北部为重。距离台风中心500公里的台北7月31日降雨量达到190毫米，过程降雨量达到297.3毫米。淡水河水位超过警戒水位，温黛造成全台湾17人丧生，15人受伤，27間房屋全倒，361間半倒。

### 中国大陆

#### 浙江
1956年8月1日上午，浙江东北部天气仍然以晴为主，但当日中午，沿海风力开始增强到9级以上。傍晚，狂风暴雨开始袭击浙江。晚24时至次日2时，台风万达在浙江省象山县（时属舟山专区）南庄登陆，美军評價登陆前中心风速为135节，位于台风中心南侧的石浦气象站测得当时气压为927.3毫巴。这一气压是1956年至2014年中国大陆地區实际测得的最低气压，其後記錄在2014年被颱風威馬遜打破。在此之前，气象站的所有风速计由于超过40米/秒的量程，均被阵风摧毁。中央氣象台登陆前評價最大风速為65米/秒，超过17级。
由于当时正值小潮，且台风登陆前天气晴好，因而民众对台风强度估计不足。由于当时意识形态的原因，台风到来前，政府并没有采取相应的疏散、转移措施，而是抓紧收割粮食，“抗颱保丰收”，在发现台风即将登陆时，更采取了加强人力加固海塘的举措，这些原因都增加了台风过境时的伤亡人数。台风登陆时，象山港出现高于4米的风暴潮，最高潮位甚至达到7米，超过了当时海塘3米的高度，威力等同地震海嘯。狂风，暴雨加之潮水，使得海塘决口，台风登陆的象山县损失惨重。全县3402人死亡，占到浙江省报告死亡人数的69%，其中守护海塘的有3084人。海塘堤坝毁坏191条，总长6388米，其中登陆点南庄区门前海塘全部决口，11.6万余亩耕地受淹。邻近的镇海县南部（今属宁波市北仑区）同样受灾严重，55人死亡，347人受伤，49538米海塘被冲毁，5万余亩耕地受淹。
台风中心在登陆后经过宁波、绍兴和杭州，沿途23个县市均测到14级以上强风。全省共有62个县市受灾，四明山、天目山、浦阳江西部形成三个暴雨中心，41000平方公里面积受到一次雨量大于100毫米的暴雨袭击，其中位于临安的市岭气象站测得过程降雨量694毫米。杭州市气象台记录了958.7毫巴的气压，这一气压成为迄今为止杭州所记录的最低气压，西湖等景区3万多株树木被折断。台风共造成浙江4925人死亡，1.5万人受伤，冲毁房屋達220万间以上，87座中小水库被冲毁，浙赣铁路10处中断。

#### 影响全国
由于台风万达的半径极大，因而在其登陆时，7级风圈的范围北到青岛，南到厦门，是一般台风的三倍。台风过境时，上海市亦测得34米/秒的阵风，徐家汇天主堂十字架被台风吹折。进入安徽省之后，安徽省内部分气象站仍能测得12级阵风，而八级阵风的范围北至天津，南至厦门，西至衡阳。华北平原出现暴雨，北京日降水量达到434.8毫米，海河发生洪水。台风万达成为1956年之后第一个严重影响该地区的热带风暴。在热带风暴与北方冷空气的共同作用下，吉林第二松花江流域出现1956年以来的第一次洪水。

## 影响与纪念
2006年8月1日是台风万达登陆象山50周年纪念日。在这一天，八一台风纪念碑在象山县大目涂二期龙洞门山顶落成，以缅怀当年的罹难者。
2008年上映的中国大陆灾难片《超强台风》中回顾的“1956年强台风登陆时以血肉之躯斗台风、战洪水”的原型便是台风万达登陆时所发生的真实情形。